# تيري بالسامو
تيرى بالسامو (بالإنجليزية: Terry Balsamo)‏ ولد في ولاية فلوريدا بـ الولايات المتحدة الأمريكية 8 أكتوبر عام 1972 وهو عازف جيتار للفريق الحائز على جائزة الجرامي افانسينس وهم منشأ فريق الميتال كولد Cold

## السيرة الذاتية

### أعمالة
بدأ Terry حياتة الموسيقية كعضو لفريق Limp Bizkit وغادر الفريق قبل تسجيل البوم الفريق $Three Dollar Bill,Yall وقد تم استبدالة عام 1999 بـ العازف Wes Borland، وبعد ذلك اشترك Terry في فريق Cold، ظل Terry مع فريق Cold يكتب ويسجل معهم البوم 13Ways to Bleed on a Stage عام 2000 والبوم Year of the Spider عام 2003, قرب انتهاء عملة مع فريق

### افانسينس
شارك في فريق Evanescence بديل للعازف ومؤسس الفريق Ben Moody الذي استقال من الفريق خلال جولتة الأوروبية عام 2002، ظهر Terry بوضوح أكثر في البوم الفريق Anywhere But Home عام 2004 والبوم The Open Door عام 2006 وهو الآن المتعاون الأساسي للفريق وقام بالمشاركة في كتابة أغاني البوم الفريق The Open Door إلا أغنية Call me when You're Sober

## أعمال الفرق
- ليمب بيزكيت Limp Bizkit - عازف جيتار (1994)
- كولد Cold - عازف جيتار (1999-2003)
- افانسينس Evanescence - عازف جيتار (2003-2015)

### مع كولد Cold
- 13 طريقة للنزيف على خشبة المسرح 13ways to bleed on stage (عام 2000)
- سنة العنكبوت year of the spider (عام 2003)

### افانسينس
- أي مكان إلا الوطن Anywhere But Home (عام 2004)
- الباب المفتوح The Open Door عام (2006)

## وصلات خارجية
- تيري بالسامو على موقع IMDb (الإنجليزية)
- تيري بالسامو على موقع ميوزك برينز (الإنجليزية)
- تيري بالسامو على موقع ديسكوغز (الإنجليزية)
- تيري بالسامو على موقع قاعدة بيانات الفيلم (الإنجليزية)
- موقع الفريق الرسمى